# 飛騨市立宮川中学校
飛騨市立宮川中学校（ひだしりつ　みやがわちゅうがっこう）は、かつて岐阜県飛騨市に存在した公立中学校。

## 概要
- 飛騨市河合町（旧・吉城郡宮川村）の中学校であった。2011年、古川中学校に統合され廃校。
- 校舎は宮川小学校の校舎として使用されている。

## 沿革
- 1947年（昭和22年）4月1日 - 坂上村に坂上村立坂上中学校が開校。校舎は西忍国民学校[注釈 1]の校舎を使用。大無雁分校（大無雁小学校に併設）、種蔵分校（種蔵小学校に併設）を設置。
- 1952年（昭和27年）4月1日 - 大無雁分校と種蔵分校が独立し、大無雁中学校、種蔵中学校となる。
- 1956年（昭和31年）9月30日 - 坂上村と坂下村が合併し、宮川村が発足。同時に宮川村立宮川中学校〈旧〉に改称する[注釈 2]。
- 1959年（昭和34年）4月1日 - 宮川中学校〈旧〉、大無雁中学校、種蔵中学校を統合[注釈 3]し、宮川中学校となる。坂上小学校の隣接地に新築移転。
- 1965年（昭和40年）4月 - 坂下中学校を統合する。
- 2004年（平成16年）2月1日 - 古川町、神岡町、宮川村、河合村が合併し、飛騨市が発足。同時に飛騨市立宮川中学校に改称する。
- 2011年（平成23年）
  - 3月31日 - 古川中学校に統合され、廃校。
  - 11月 - 宮川小学校が旧・宮川中学校校舎に移転。